# 天田昭次
天田 昭次 (あまた あきつぐ、1927年8月4日 - 2013年6月26日) は、日本の刀工。人間国宝に認定されている。

## 人物
本名は誠一。同じく刀工である天田貞吉の長男。新潟県北蒲原郡本田村（現・新発田市）生まれ。1940年に、「日本刀鍛錬伝習所」に入門。「新作名刀展」で正宗賞を3回受賞。「伊勢神宮式年遷宮神宝太刀」を制作。1990年に全日本刀匠会理事長。1997年に日本刀で人間国宝の認定を受ける。山城伝、相州伝、備前伝など様々な作風で知られる。

## 略歴
- 1940年：日本刀鍛錬伝習所に入門。栗原彦三郎に師事する[5]。
- 1952年：講和記念刀を製作・伊勢神宮式年遷宮御神宝大刀製作に宮入昭平の助手として奉仕
- 1954年：文化財保護委員会より製作承認を受ける
- 1955年：第1回作刀技術発表会に出品・優秀賞（第3回・第4回も優秀賞）
- 1959年：現状の作刀に疑問を感じ、自家製鉄の本格的研究を開始
- 1977年：作名刀展で「正宗賞」（山城伝)受賞
- 1985年：新作名刀展で2度目の「正宗賞」（相州伝）受賞
- 1990年：全日本刀匠会理事長
- 1996年：新作名刀展で3度目の「正宗賞」（備前伝）受賞
- 1990年：全日本刀匠会理事長
- 1997年：重要無形文化財「日本刀」保持者に認定。豊浦町名誉町民
- 1999年：勲四等旭日小綬章[6]
- 2003年：新発田市名誉市民
- 2013年：肺炎のため死去